# Ганс-Юрген фон Арнім
Ганс-Юрген фон Арнім (нім. Hans-Jürgen von Arnim; нар. 4 квітня 1889, Ернсдорф, Сілезія — пом. 1 вересня 1962, Бад-Вільдунген) — німецький воєначальник часів Третього Рейху, генерал-полковник (1942) Вермахту. Кавалер Лицарського хреста Залізного хреста (1941). Командував німецькими військами під час Північно-Африканської кампанії. 12 травня 1943 року взятий у полон в Тунісі британськими військами.

## Біографія
Військова кар'єра
- 25 травня 1908 — фанен-юнкер-єфрейтор
- 18 липня 1908 — фанен-юнкер-унтерофіцер
- 19 листопада 1908 — фенрих
- 19 серпня 1909 — лейтенант
- 27 січня 1915 — оберлейтенант
- 27 січня 1917 — гауптман
- 1 квітня 1928 — майор
- 1 квітня 1932 — оберстлейтенант
- 1 липня 1934 — оберст
- 1 січня 1938 — генерал-майор
- 1 грудня 1939 — генерал-лейтенант
- 17 грудня 1941 — генерал танкових військ
- 4 грудня 1942 — генерал-полковник

Ганс-Юрген Теодор фон Арнім народився 4 квітня 1889 року в містечку Ернсдорф у сілезькій провінції в родині прусського генерал-майора Ганса фон Арніма (1861—1931). 1 квітня 1908 року поступив фанен-юнкером до 4-го гвардійського пішого полку прусської армії. З 1 жовтня 1908 до 1 липня 1909 року проходив навчання у військовому училищі в Данцигу. 19 серпня 1909 року отримав патент лейтенанта.

### Перша світова війна
На початок Першої світової війни лейтенант фон Арнім — ад'ютант I батальйону 93-го резервного піхотного полку, разом з яким воював у Бельгії та в Північній Франції. 23 серпня 1914 року фон Арнім був поранений. У вересні 1914 року нагороджений Залізним хрестом 2-го ступеня, пізніше, в листопаді 1914 року і 1-го ступеня. З листопада 1914 по червень 1915 року — виконувач обов'язків ад'ютанта 93-го резервного піхотного полку. 4 листопада 1915 року призначений командиром роти, на чолі якої бився на Західному фронті.
20 липня 1916 року поранений у бою, після лікування повернувся до строю. У жовтні 1916 року призначений офіцером з озброєння штабу 4-ї гвардійської піхотної дивізії, що змагалася на Східному фронті. У квітні 1917 року офіцер штабу Гвардійського резервного корпусу.
В липні 1917 року фон Арніма призначено дивізійним ад'ютантом 4-ї гвардійської піхотної дивізії. В жовтні 1917 року він став командиром піхотного батальйону 93-го резервного піхотного, а згодом 93-го піхотного полків, на чолі яких бився в останніх боях Першої світової війни на Західному фронті. За час Першої світової війни він зарекомендував себе відмінним офіцером, окрім Залізного хреста обох ступенів був нагороджений ще двома орденами.

### Інтербеллум
Після капітуляції Німецької імперії у війні гауптман Ганс-Юрген фон Арнім залишився на військовій службі у лавах рейхсверу. 1 травня 1919 року призначений командиром роти 29-го піхотного полку. З 1 жовтня 1920 року — командир роти 5-го прусського піхотного полку в Ангермюнде. З 1921 по 1922 року був дивізійним ад'ютантом. Наступні два роки фон Арнім прослужив в Касселі в штабі групи армій. У жовтні 1924 його перевели в міністерство оборони Веймарської республіки.
15 жовтня 1935 року прийняв командування 68-м піхотним полком, який входив у знову сформовану 23-тю піхотну дивізію. У січні 1938 року отримав звання генерал-майор, з травня 1939 року — офіцер для спеціальних доручень верховного командування сухопутних військ. Напередодні Другої світової війни виведений до резерву фюрера.

### Друга світова війна
12 вересня 1939 року генерал-майора фон Арніма призначено командиром 52-ї піхотної дивізії, яка перебувала в стадії формування. Ця дивізія входила до XI армійського корпусу 1-ї польової армії і формувалася в Саарпфальці. У Французькій кампанії дивізія діяла в складі III армійського корпусу генерала артилерії Курта Гаасе.
У жовтні 1940 року його перевели в Мюнхен і призначили командиром 17-ї танкової дивізії, що формувалася на фондах 27-ї піхотної дивізії.
На червень 1941 року 17-та танкова дивізія організаційно підпорядковувалася XXXXVII моторизованого корпусу генерала артилерії Йоахіма Лемелсена, що входив до основного ударного угруповання групи армій «Центр». З перших днів війни проти Радянського Союзу 17-та танкова дивізія форсувала Буг північніше Брест-Литовська і 24 червня захопила Слонім. 26 червня брала участь у відбитті радянської контратаки поблизу Стовбців. 27 червня під час бою на околиці цього міста генерал фон Арнім був поранений. Його відправили до Польщі, а потім у Берлін на лікування. Лише у вересні 1941 року фон Арнім повернувся до своєї дивізії після повного одужання і відпустки через поранення. Він взяв участь у боях під Києвом, Вязьмою і Брянськом. 4 вересня 1941 року фон Арнім нагороджений Лицарським хрестом Залізного хреста.

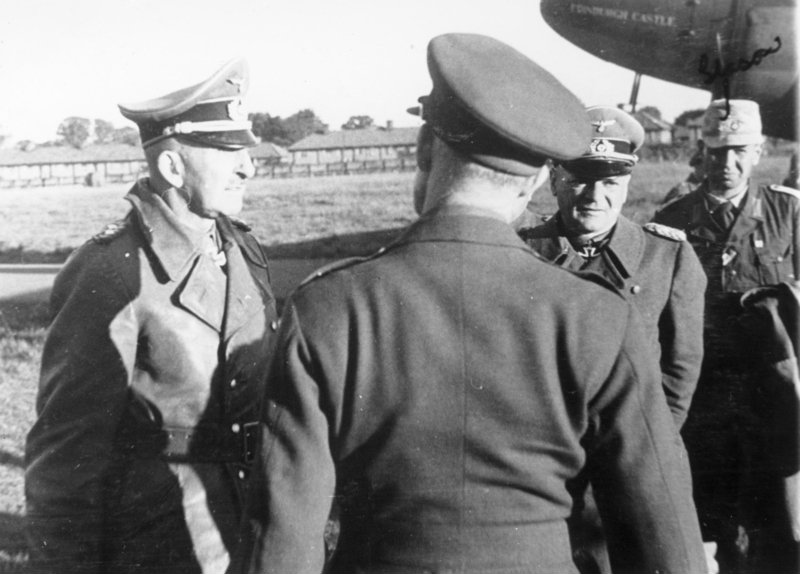
Генерал-полковник фон Арнім поруч з генералом танкових військ Крамером у британському таборі військовополонених Трент-Парк. 1943

11 листопада 1941 року генерал фон Арнім призначений командиром 39-го моторизованого корпусу групи армій «Північ», який вів бої під обложеним Ленінградом. Він командував корпусом, що активно діяв під час ведення наступальних та оборонних боїв під Тихвіном, на торопецько-холмському напрямку, під час битви обложеного німецького угруповання в Холмському котлі.
9 липня 1942 року шляхом перейменування XXXIX моторизованого корпусу був створений XXXIX танковий корпус, яким продовжував командувати генерал танкових військ Ганс-Юрген фон Арнім.
3 грудня 1942 року його терміново перекинули на Північно-африканський театр війни, де фон Арнім очолив 5-ту танкову армію. Наступного дня йому присвоєне звання генерал-полковник. Очолював свої війська під час запеклих боїв у Тунісі. З 10 березня 1943 року змінив на посаді командувача групи армій «Африка» генерал-фельдмаршала Ервіна Роммеля.
12 травня 1943 року взятий у Тунісі в полон британськими військами. Перебував у британському таборі військовополонених Трент-Парк. 1 липня 1947 року звільнений з полону на волю.